# Sírovec žlutooranžový
Sírovec žlutooranžový (Laetiporus sulphureus), též chorošovec sírový či choroš sírový, je dřevokazná houba z čeledi troudnatcovitých. Mladé plodnice tohoto druhu sírovce jsou, na rozdíl od plodnic příbuzného sírovce horského, jedlé.

## Popis
Houba vytváří velké masité chorošovité plodnice vějířovitého až půlkruhovitého tvaru, široké až 50 cm. Plodnice bokem přirůstají ke dřevu a zpravidla jich vyrůstá větší počet těsně nad sebou, takže na kmeni tvoří i přes metr velké a velmi nápadné trsy. Plodnice jsou v mládí zbarveny jasně žlutě až žlutooranžově, spodní strana plodnic, pokrytá výtrusorodým rouškem v podobě rourek, bývá až sírově žlutá, na svrchní straně se často střídají sytější a bledší oranžově žluté pásy. Stárnutím plodnice bledne do krémova či naopak tmavne. Plodnice má v mládí měkkou masitou dužninu, která se postupně stává lámavější.

## Výskyt

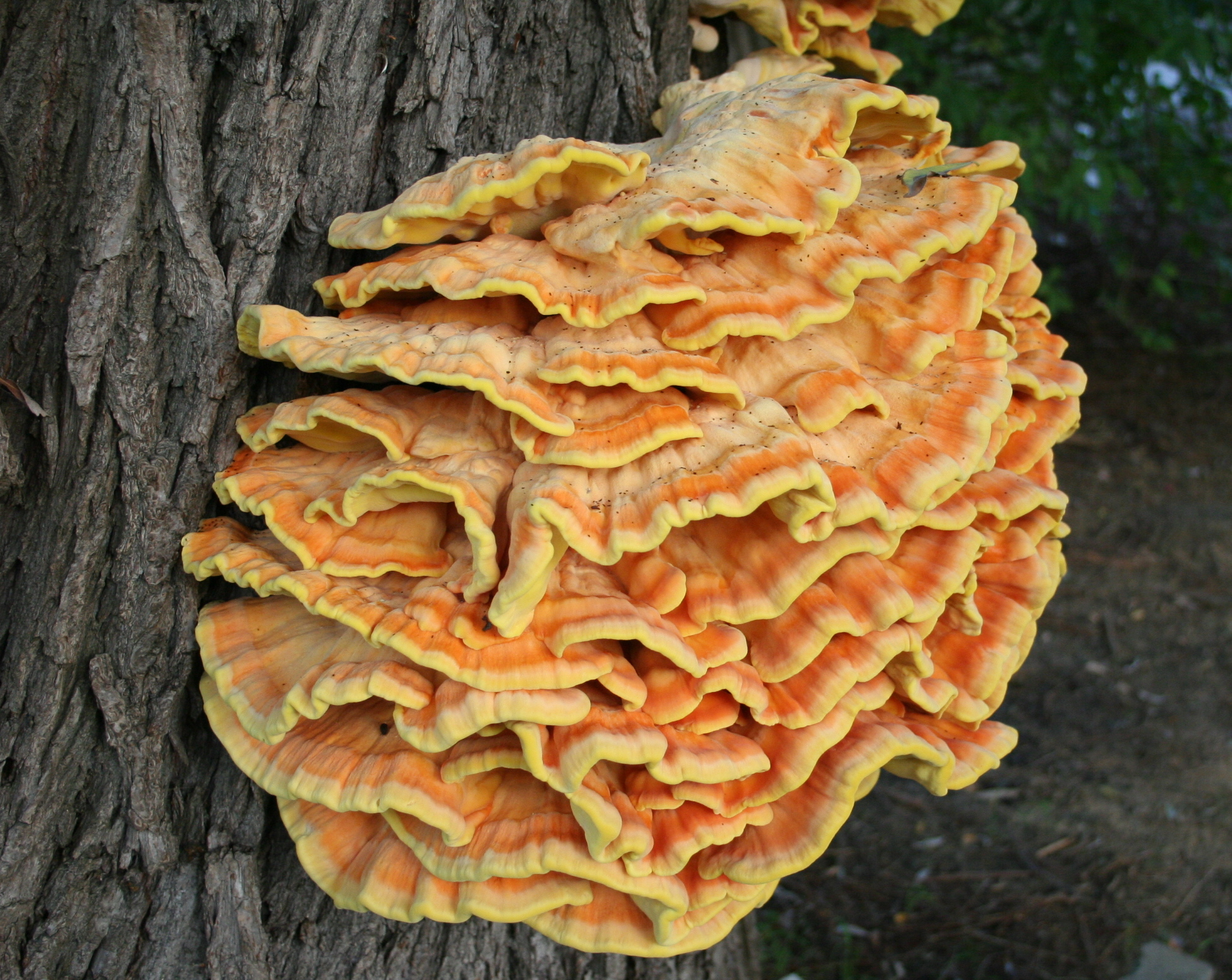
Velký trs sírovce žlutooranžového na kmeni listnáče, snad trnovníku akátu

Sírovec roste dosti hojně od května do října na kmenech živých listnatých stromů, často na akátech a ovocných stromech v alejích, sadech a zahradách, ale i na dubech a jiných listnáčích v lesích. Jedná se o nebezpečného parazita, vyvolávajícího tzv. hnědou hnilobu dřeva. 

## Hostitel
Dub, akát, druhy rodu slivoň (Prunus), topoly, vrby, jeřáby, jírovce a z jehličnanů modříny.

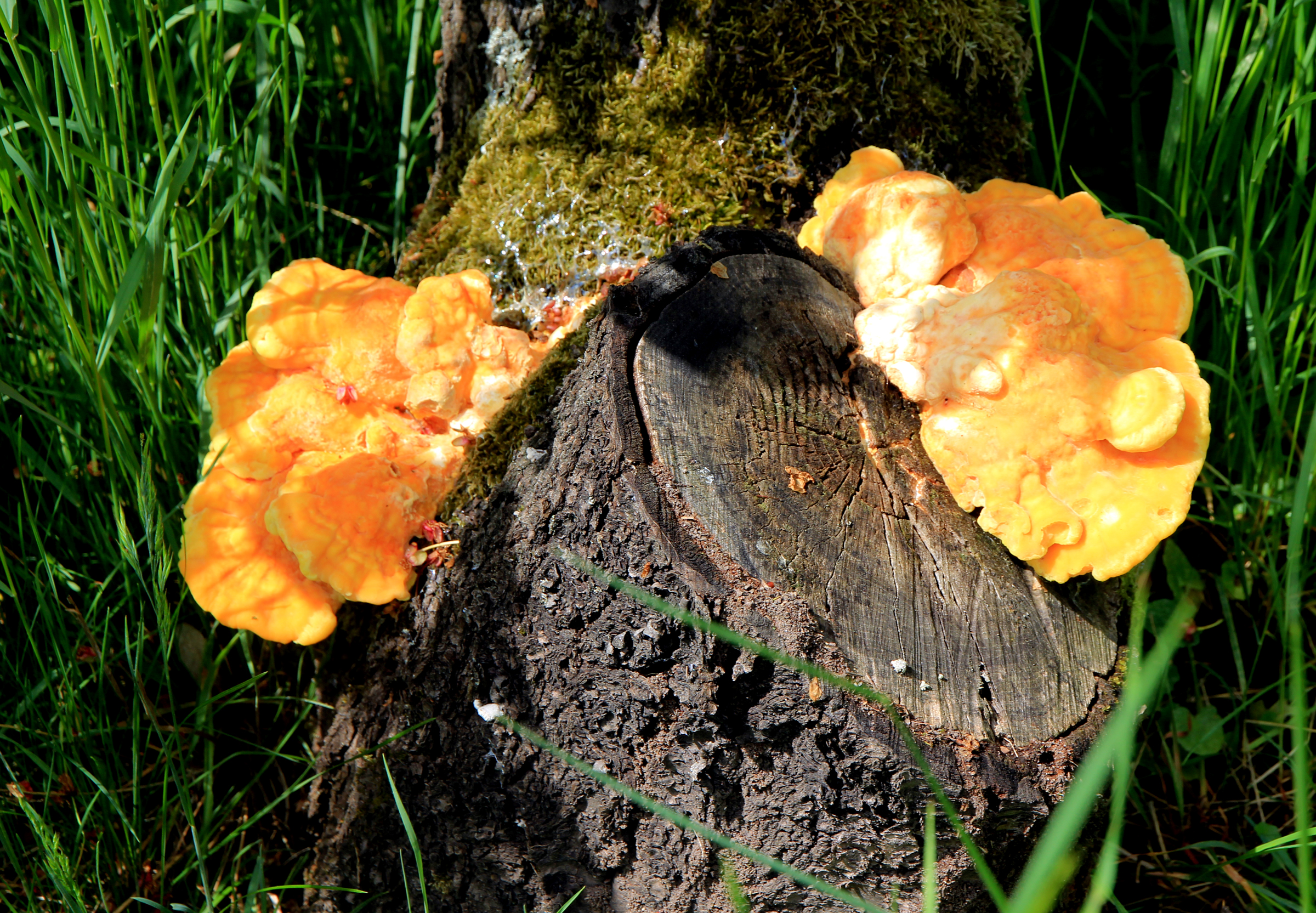
Sírovec žlutooranžový na pařezu višně

## Význam
Sírovec patří mezi vážné patogeny napadající listnaté dřeviny, způsobuje lámavost větví a obvykle poměrně rychlý úhyn rostliny.[zdroj?]

### Použití
Mladé plodnice sírovce žlutooranžového jsou označovány jako jedlé a chutné, jsou příjemné houbové chuti a vůně. Starší plodnice jsou ale tuhé a nechutné. Plodnice jsou výborné v guláši a omáčce, ale bývají připravovány mimo jiné jako obalovaný řízek. Podle některých názorů má chuť a především konzistenci podobnou kuřecímu masu, proto se také anglicky nazývá chicken of the woods.
Některé osoby mohou mít na plodnice sírovce žlutooranžového alergickou reakci.

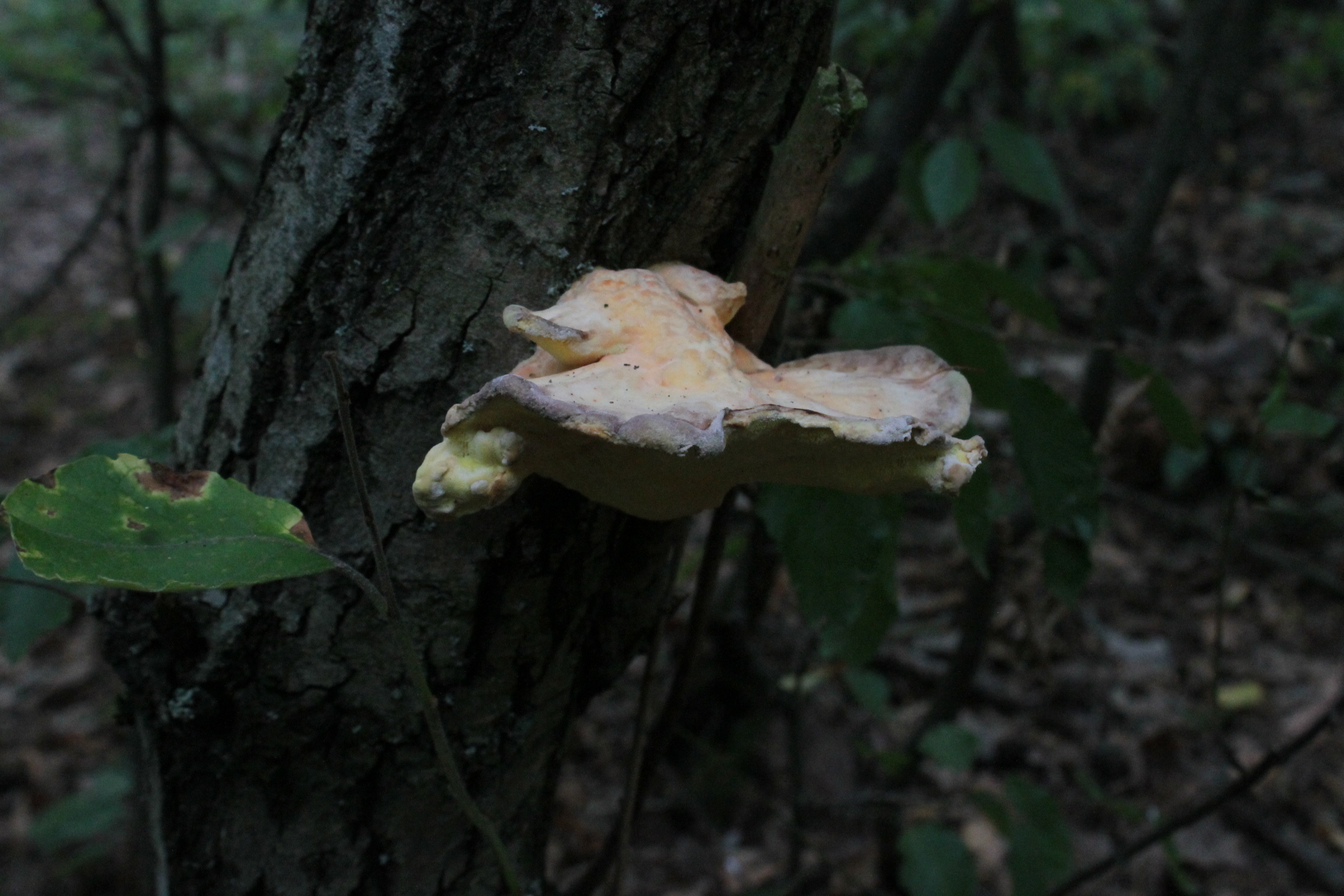
Plodnice roste na kmeni.
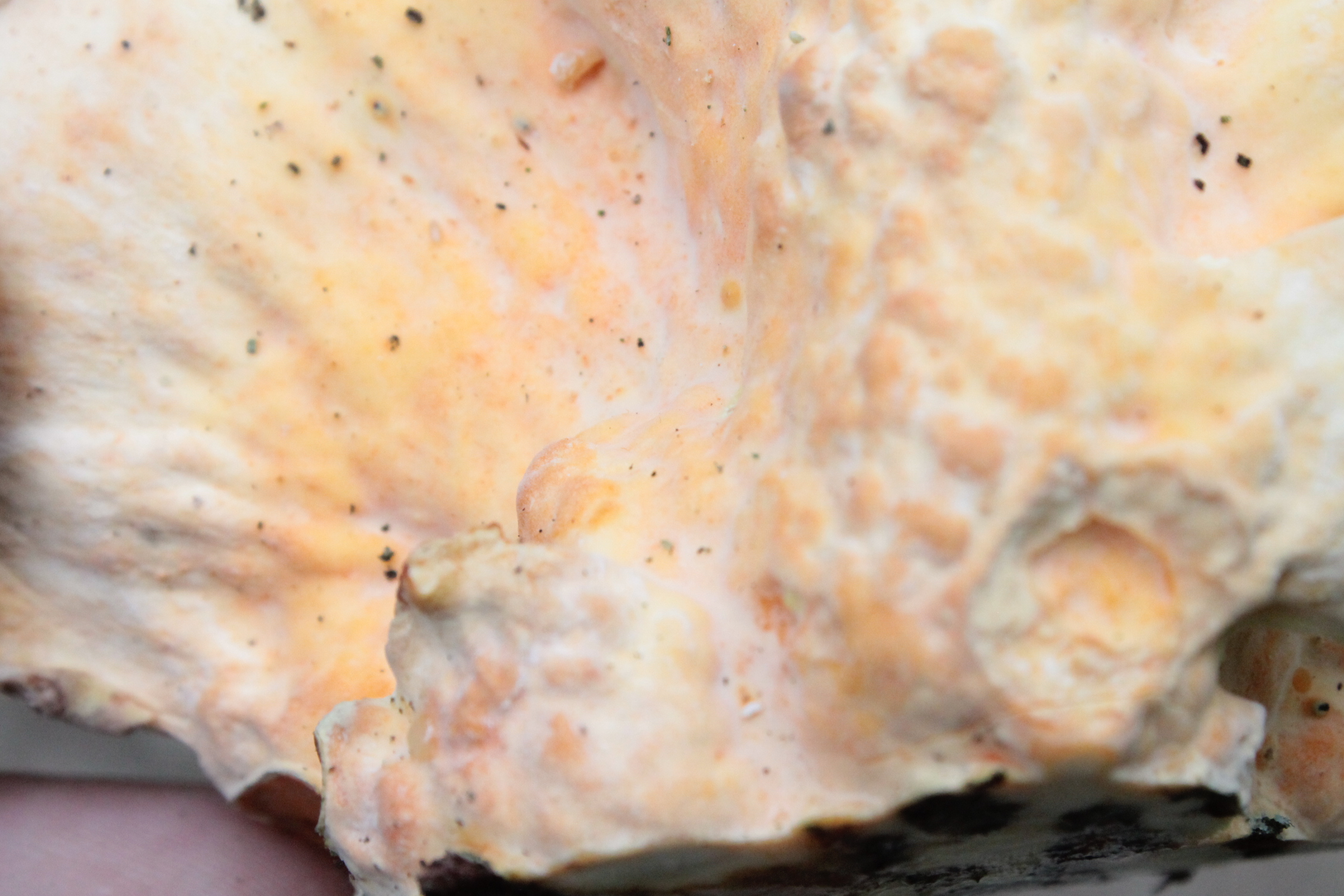
Horní strana plodnice je mírně ojíněná, nepravidelného povrchu, světle a tmavě oranžové barvy.
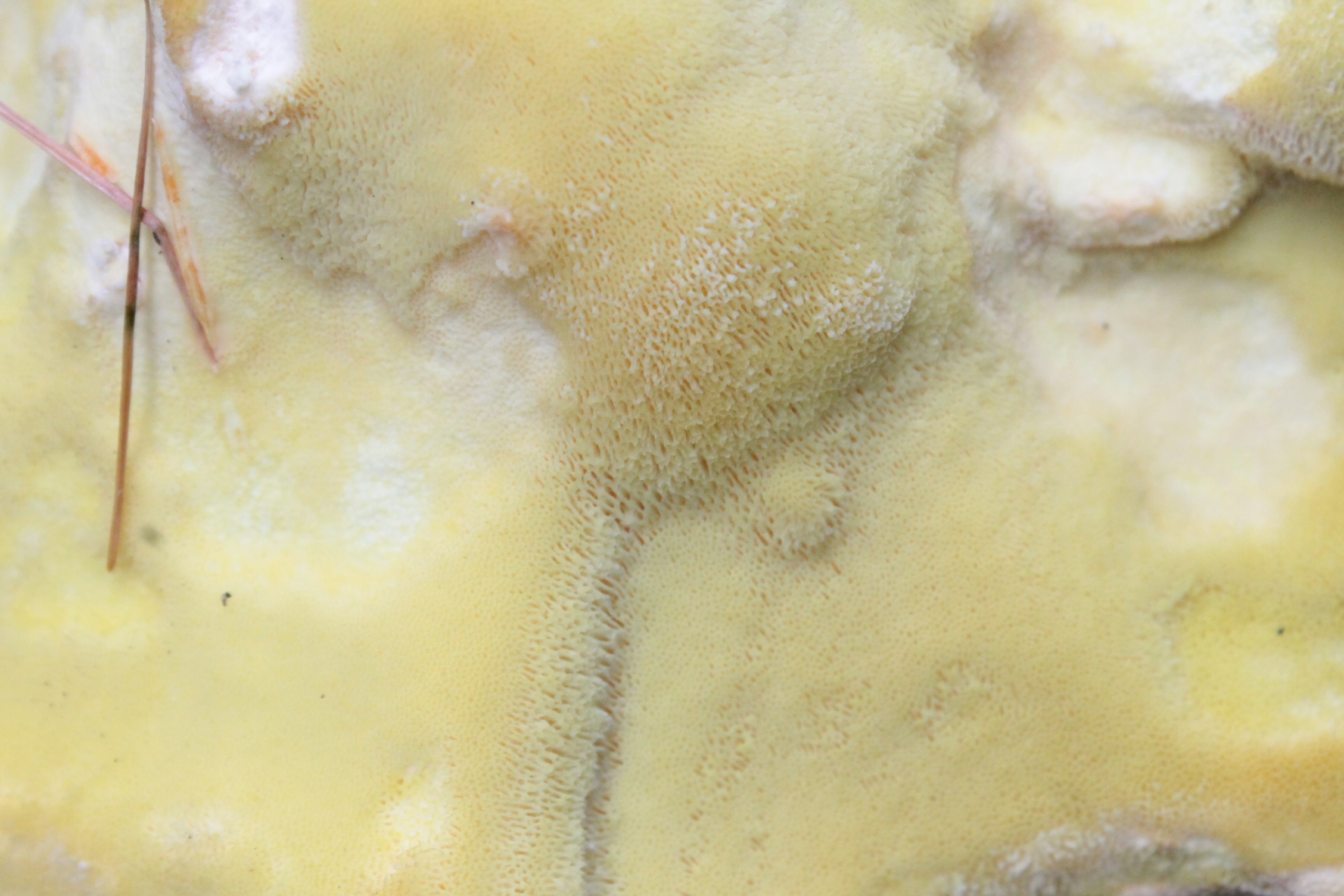
Spodní strana.
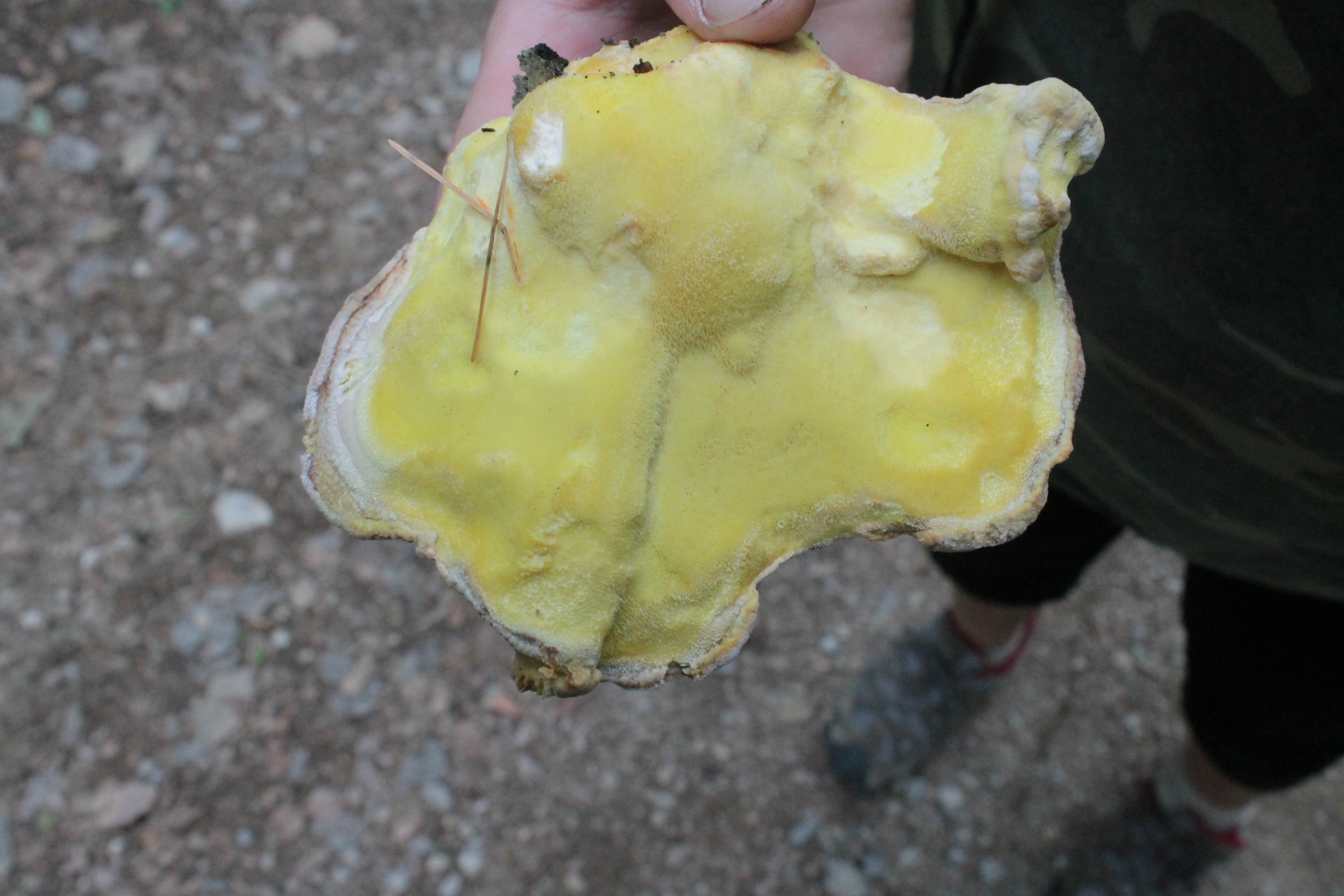
Rourky jsou zbarveny ostře žlutě (jako síra).
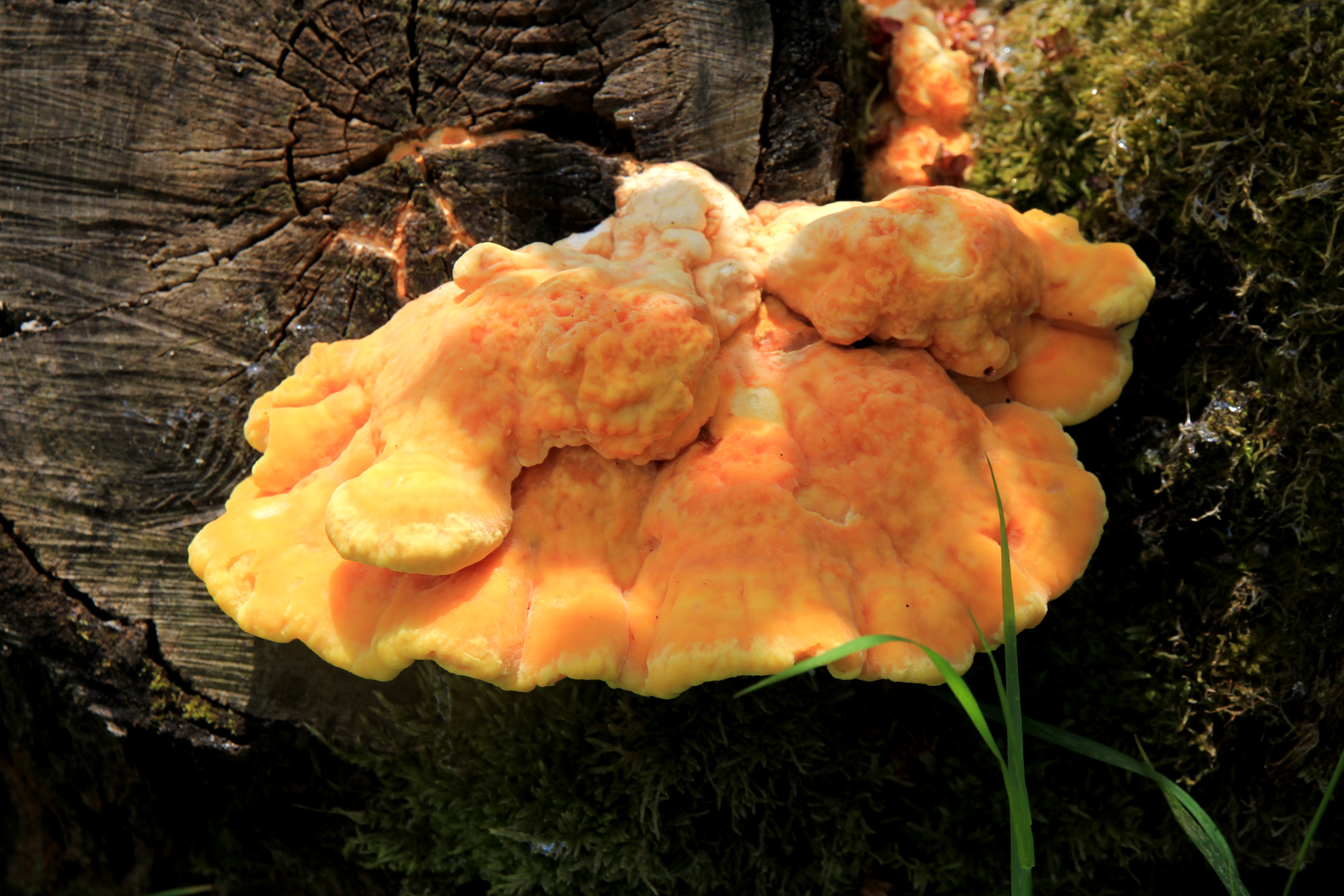
Východní Čechy, pařez višně

### Nežádoucí účinky
Sírovec žlutooranžový způsobuje v kombinaci s alkoholem žaludeční nevolnost a zvracení (GUBA 1977).

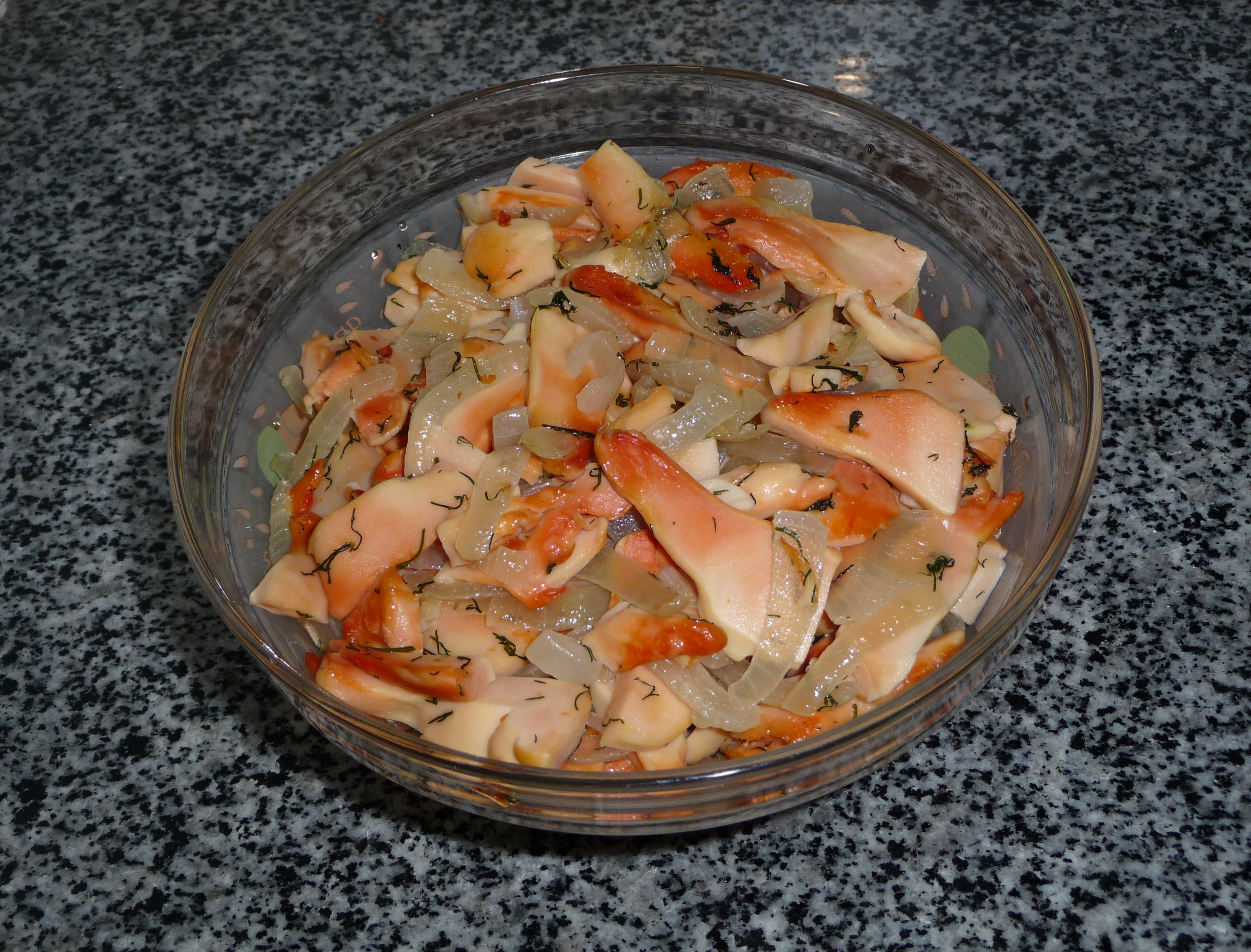
Sírovec žlutooranžový